# Violence en milieu scolaire
 (novembre 2022).
 (avril 2015).
Si vous disposez d'ouvrages ou d'articles de référence ou si vous connaissez des sites web de qualité traitant du thème abordé ici, merci de compléter l'article en donnant les références utiles à sa vérifiabilité et en les liant à la section « Notes et références ».

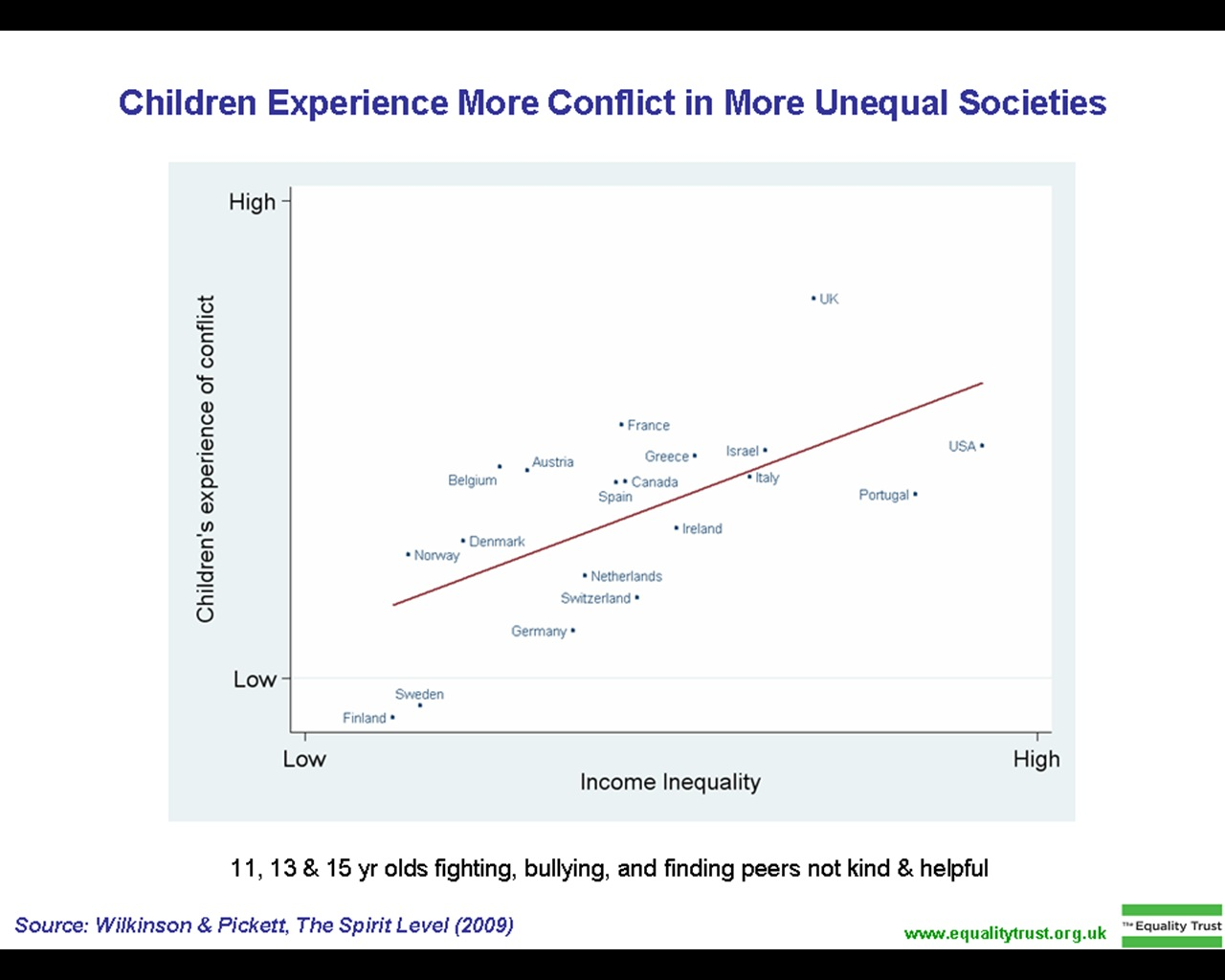
Les enfants sont davantage confrontés à des conflits dans les sociétés plus inégalitaires.

La violence en milieu scolaire, aussi appelée violence scolaire ou violence à l'école, est un problème de grande ampleur dont les conséquences sont préjudiciables aux enfants, mais aussi à l'ensemble de la société. La violence subie par les enfants affecte leurs apprentissages, leur santé physique et mentale, leur personnalité et leur avenir.
Cette violence peut prendre des formes physiques et psychologiques (abus, châtiments corporels, agressions verbales, violences sexuelles), et provenir de plusieurs acteurs du milieu scolaire (enseignant, élève…), mais aussi de la famille ou encore du contexte social de l'enfant. Les causes des violences dans le cadre scolaire sont donc multiples, comme les normes de genre et les normes sociales ainsi que des facteurs structurels et contextuels plus généraux comme l’inégalité des revenus, les privations, la marginalisation et les conflits. Ces dernières sont susceptibles de perturber plus ou moins fortement le développement et l'épanouissement de l'enfant. On dénombre 246 millions d’enfants et d’adolescents qui seraient victimes de violence scolaire
La violence à l’école est une atteinte aux droits des enfants et des adolescents, y compris de leurs droits à l’éducation et à la santé.

## Acteurs de la violence en milieu scolaire
Ces formes de violences peuvent se manifester au sein de l'établissement scolaire (harcèlement) mais également en ligne (cyberharcèlement).
La violence en milieu scolaire engendre un climat d’anxiété, de peur et d’insécurité qui n’est pas compatible avec l’apprentissage et entraîne des répercussions néfastes sur l’environnement scolaire tout entier[réf. nécessaire].

### Violence entre élèves
Cette violence se passe souvent en dehors de l’école ou dans des endroits non surveillés, mais elle peut aussi se produire devant des adultes. Les élèves agresseurs perçoivent chez les adultes une carence à faire respecter l'autorité ou une tendance à « fermer les yeux ».
La conduite agressive et répétée d'un ou de plusieurs élèves envers un autre s'appelle le harcèlement scolaire. Elle peut être traitée avec la méthode de la préoccupation partagée.

### Violence d’élèves envers les enseignants
La violence envers les enseignants se traduit parfois par des événements tragiques allant jusqu'au meurtre commis par des jeunes, comme pour la violence contre d'autres élèves, souvent avec l’arme de leurs parents, couteaux, ciseaux ou autres. Ces comportements sont souvent engendrés par la prise de stupéfiants.

### Violence des enseignants envers les élèves
Elle est dans la majorité des cas une violence psychologique (cynisme, remarques désobligeantes ou dégradantes, etc.).

### Violence institutionnelle
Alors que des manifestations ouvertes de violence peuvent également être qualifiées de violence « explicite », le secteur de l’éducation tout entier peut générer une violence « implicite », dite aussi « symbolique » ou « institutionnelle », sous la forme de politiques d’éducation.

#### Violences fondées sur le genre ou la sexualité
Le secteur de l’éducation tout entier peut générer une violence homophobe et transphobe « implicite », dite aussi « symbolique » ou « institutionnelle », sous la forme de politiques d’éducation et de directives renforçant ou consacrant, délibérément ou non, les stéréotypes relatifs à l’orientation sexuelle et à l’identité de genre, à travers notamment des programmes scolaires et des matériels pédagogiques. Cette violence peut avoir pour effet d’exclure les élèves LGBTI, par exemple, du fait de politiques propres aux établissements qui dénient aux élèves le droit de choisir leur identité de genre, au travers de mesures réglementaires telles que l’imposition d’uniformes ou de coupes de cheveux particuliers correspondant à tel ou tel genre,.
La violence homophobe et transphobe implicite au sein du secteur de l’éducation nourrit d’autres formes de violence exercées à l’encontre des élèves LGBTI par leurs pairs ou les enseignants et les autres catégories de personnel scolaire, y compris le harcèlement, dès lors que l’homophobie et la transphobie sont perçues comme institutionnellement « normales » et sont légitimées par le système éducatif,.

## Types de violence

### Violence physique
Bien que la violence physique envers les élèves soit interdite depuis 1845 en France, un sondage publié en 2011 par Le Figaro indique que « sur des écoliers de 8 à 12 ans, 17% ont déjà été victimes de violences physiques tandis que les vols et le racket concernent moins de 3% des élèves ». De plus, les violences physiques, y compris les châtiments corporels, peuvent causer des blessures avec des conséquences graves, dans certains cas mortelles, ou d’autres dommages physiques.

### Violence psychologique
Le premier stade de la violence est psychologique. Par exemple, un enfant un peu différent tel un bègue, un timide, un enfant trop sage pendant les cours, dans une marginalité (vestimentaire, capillaire ou de mœurs) ou encore issu d'une minorité à l'échelle des élèves de l'établissement, peut être mis à l'écart, voire harcelé.
Le harcèlement moral est également une forme de violence psychologique, des études menées par l'ONG Plan International estime à au moins 246 millions le nombre de garçons et de filles qui souffrent chaque année de la violence scolaire, parmi eux 20 à 65 % des élèves seraient victimes de harcèlement verbal, la forme de violence la plus courante dans les écoles.

### Violence sexuelle
En terme d’agression sexuelle, 20 % des élèves confient qu’ils ont fait l’objet de voyeurisme aux toilettes, 14 % ont été forcés de se déshabiller et 20 % contraints d'embrasser un autre enfant. Garçons comme filles en sont victimes. 
Mais les filles restent majoritairement touchées par les violences et agressions sexuelles, ce qui accroissent le risque de grossesse non désirée et de contamination par le VIH ou d’autres infections sexuellement transmissibles.
Le harcèlement sexuel peut prendre diverses formes, depuis une conduite inappropriée jusqu'à un acte sexuel et une possible agression. Le harcèlement sexuel peut prendre l'aspect d'actions intimidantes ou de contraintes sexuelles. Le harcèlement sexuel peut être physique, verbal ou non verbal. Le harcèlement sexuel est un délit pénal, sanctionné d’une peine de deux ans d’emprisonnement et de 30 000 euros d’amende.

## Causes

### Causes liées aux écoles
La violence en milieu scolaire nous vienne des enseignants qui sont sévères en vers les élèves 

### Causes liées à l’élève
Cette violence peut venir aussi du comportement d'élèves qui troublent le bon déroulement de l’apprentissage. On pointe du doigt, le sens moral des élèves, le manque de repères, de normes et de valeurs, l’intolérance, les préjugés, le racisme, le mépris à l’égard de certains groupes ou de certaines classes sociales.

### Causes liées à la société
Plusieurs facteurs sociaux sont considérés comme responsables de la violence en milieu scolaire : la crise économique, le chômage, la banalisation de la violence par la télévision. Mais aussi le cinéma, la littérature, les zones défavorisées qui connaissent une montée de la violence, le manque de communication verbale.

## Conséquences
La violence dans le milieu scolaire peut exposer les enfants à des conséquences psychologiques, comportementales, physiques et cognitives, et par extension, scolaires.

### Conséquences psychologiques
- Anxiété
- Colère et irritabilité
- Confusion
- Craintes et peurs : d’être violenté(e) ou abandonné(e), d’amener des ami(e)s à la maison, etc.
- Tristesse
- Inquiétude face à l’avenir, insécurité
- Dépression et idées suicidaires
- Faible estime de soi
- Syndrome de stress post-traumatique

### Conséquences physiques
- Retard staturo-pondéral (retard de croissance)
- Énurésie
- Eczéma, urticaire
- Perte de poids
- Troubles psychosomatiques : maux de ventre, maux de tête, etc.
- Perturbation des habitudes alimentaires
- Troubles du sommeil
- Cauchemar
- Fatigue chronique

### Conséquences comportementales
- Gémissements, crises ou pleurs excessifs
- Dépendance exagérée vis-à-vis de la mère et/ou des adultes
- Recherche continuelle d’attention
- Retrait, manque de participation
- Comportements de manipulation ou d’opposition
- Hyperactivité
- Comportements destructeurs et antisociaux (vandalisme, vol, cruauté envers les animaux, etc.)
- Déficience des habiletés sociales, de communication et de résolution de problèmes
- Violence physique et verbale à l’égard des pairs
- Isolement social
- Problème de consommation et d'addictions (alcool, drogues...)
- Fugue
- Prostitution, délinquance, suicide

### Conséquences cognitives et/ou scolaires
- Déficience des habiletés verbales, intellectuelles ou motrices
- Problème d’apprentissage
- Difficulté d’attention et/ou de concentration
- Devoirs non réalisés
- Retard sans motif ou absence scolaire
- Mauvais résultats scolaires
- Phobie scolaire
- Abandon scolaire

## Moyens de prévention
En général, les mesures de prévention qui concernent l’élève s'appuient sur la promotion de valeurs pacifiques auprès des jeunes, sur l’éducation morale des jeunes violents, et sur leur implication dans les moyens de lutte contre la violence. En France, des campagnes contre le harcèlement ont régulièrement lieu en milieu scolaire.
Les moyens concernant la famille portent sur l’identification et l’accompagnement des familles à problèmes, et sur la sensibilisation aux conséquences de la violence.
Finalement, les moyens de prévention ayant trait à l’école peuvent s'appuyer sur :
- l’organisation d'activités parascolaires pour impliquer les élèves et améliorer le climat ;
- l’implication des enseignants et des chefs d’établissements scolaires ;
- la formation adéquates des enseignants ;
- la formulation d’attentes claires envers les enseignants ;
- le renforcement de l’équipe de surveillants ;
- la réduction du nombre d’élèves par classe ;
- l’emploi d’un psychologue et/ou d'un travailleur social dans l’école.

### Moyens de présentation dans la salle de classe
Pour être propice, l'atmosphère de la salle de classe doit offrir des conditions d'enseignement et d'apprentissage optimales et permettre aux élèves de se sentir en sécurité et accompagnés. Pour se sentir en sécurité, les élèves ont besoin d'être dans un climat de confiance, d'être encouragés et de se sentir écoutés ; leur dignité et les droits humains doivent être respectés (pas de menace de violence, de moqueries, d'humiliation ou de harcèlement). Le sentiment de sécurité est subjectif et les perceptions peuvent varier en fonction du genre, du statut et du sentiment d'identité. Les points suivants peuvent aider à créer une telle atmosphère :

#### Donner l'exemple en matière d'équité et de justice
Le ton donné par le personnel enseignant joue un rôle important dans l'établissement des attentes relatives au comportement mutuellement respectueux à adopter en classe. L'enseignant(e) qui est calme, juste et transparent(e) à l'égard des attentes et de la conduite à tenir est un modèle pour ses élèves. Il est nécessaire de définir des conséquences claires et appropriées en cas de non-respect des règles de la classe et de l'établissement, en veillant à ce qu'elles soient justes, proportionnelles et associées à un renforcement positif.

#### Opportunités d'engagement positif pour les adolescent(e)s
Les adolescent(e)s font preuve de créativité, d'enthousiasme et d'un sens aigu de la justice naturelle dans leur apprentissage et leurs jeux. Lorsque les élèves ont de réelles occasions d'exprimer des idées créatives et constructives concernant la planification des cours et la gouvernance de l'établissement, les bénéfices attendus incluent une participation accrue, un renforcement des compétences en matière de planification, de résolution de problèmes, de travail en groupe et de communication, et un plus grand sentiment de fierté à l'égard des activités scolaires et de leur propre expérience d'apprentissage.

#### Aménagement réfléchi de la salle de classe
Dans l'idéal, la salle de classe physique doit être aménagée de façon que les élèves puissent travailler seul(e)s et déplacer facilement leurs bureaux pour les travaux en groupe. Cela peut supposer d'avoir un espace ouvert propice aux travaux de groupe.
Si la question de la place est problématique, le personnel enseignant peut repérer des espaces ouverts en dehors de la classe (la cour de récréation, par exemple) pouvant être utilisés pour certaines activités et les travaux en groupe. Outre les espaces ouverts, il est important que le personnel enseignant puisse parler directement aux élèves en tête-à-tête dans un endroit calme pour faire le point sur les problèmes de comportement et permettre aux élèves d'aborder des sujets sensibles à l'écart des autres.

#### Méthodes d'enseignement participatives
Le personnel enseignant est invité à adopter des méthodes d'enseignement participatives pour permettre aux élèves de bénéficier d'un apprentissage actif et d'activités pratiques. Le recours aux jeux de rôle et aux arts créatifs peut aider les élèves à mieux comprendre et apprécier différentes expériences et opinions. Ces méthodes développent les résultats d'apprentissage tels que la réflexion critique et les aptitudes à la résolution des problèmes. Il se peut néanmoins que certain(e)s élèves éprouvent des difficultés à interagir et à poser des questions. Les adolescent(e)s ne doivent jamais être forcés, mais plutôt encouragés à participer dans la mesure où ils ou elles se sentent à l'aise. Le personnel enseignant doit apprendre à tous les élèves de la classe à s'écouter et à se donner des réponses de manière appropriée et respectueuse.

### Réponse du secteur de l'éducation
Le secteur de l’éducation a la responsabilité[Par qui ?] d’assurer à tous les élèves des environnements d’apprentissage sûrs et inclusifs[style à revoir][réf. nécessaire]. Pour être efficaces, les réponses du secteur de l’éducation face à la violence scolaire nécessitent une approche globale. Une telle approche comprend l’ensemble des éléments suivants : un environnement scolaire sûr et inclusif, le développement des connaissances, des attitudes et des compétences, la mise en place de mécanismes de signalement et de services de soutien appropriés, la collecte et l’exploitation de données sur la violence à l’école, des politiques efficaces, des programmes scolaires et des matériels pédagogiques pertinents, une formation et un encadrement du personnel, un soutien aux élèves et aux familles, des partenariats stratégiques et en matière d’information et des mécanismes de suivi et d’évaluation. En outre, elle doit viser à la fois à prévenir la violence et à la combattre, associer toutes les parties concernées et être mise en œuvre aux niveaux national et sous-national.
Même si beaucoup de pays ont lancé diverses initiatives pour combattre la violence à l’école, ceux qui mettent en œuvre une approche globale sont relativement peu nombreux. C'est en partie une faible coordination entre le secteur de l’éducation et les ministères chargés de la santé, les services sociaux et la protection de l’enfance, qui est à l'origine de ce long changement. L'incapacité des écoles à faire face à ce phénomène est souvent remarquée et de simples sanctions vont être appliquées par exemple le renvoi des fauteurs de troubles. La violence à l’école a egalement un coût social et économique important sur le long terme car les séquelles produites par la violence scolaire persistent à l’âge adulte.